# Santa Fe-Carlos Jáuregui (subte de Buenos Aires)
Santa Fe-Carlos Jáuregui es una estación del Subte de Buenos Aires perteneciente a la Línea H. Está ubicada en la intersección de la avenida Santa Fe y la avenida Pueyrredón, en el barrio de Recoleta. Tiene combinación con la estación Pueyrredón de la línea D de subterráneos.
Tiene una tipología subterránea con 2 andenes laterales y dos vías. Además, cuenta con un vestíbulo superior que conecta las plataformas con los accesos en la calle mediante escaleras, escaleras mecánicas y ascensores; además tiene indicaciones en braille en gran parte de sus instalaciones como así también baños adaptados y servicio de Wi-Fi público.

## Historia
La construcción de la estación se inició el 17 de enero de 2012 junto a las estaciones Sáenz, Facultad de Derecho, Las Heras y Córdoba. Se inauguró el 12 de julio de 2016, pese a que su apertura estaba programada para marzo y luego para abril de 2016, debido a varios contratiempos en las obras debido a los túneles de combinación con la línea D y un caño cloacal de importancia ubicado debajo de las calles Pueyrredón y Arenales. A esto se le sumó la falta de material rodante, que provocó que la línea operase al límite de su capacidad.
En junio de 2016, las autoridades de Subterráneos de Buenos Aires (SBASE) anunciaron la apertura de la estación para finales de junio de ese año, demorándola luego unas semanas más. La construcción del túnel para combinar con la estación Pueyrredón fue la causante de la demora de la apertura de la estación. Esto se debió a que durante la construcción de dicho túnel se encontraron obstáculos como caños y cableados. De hecho, la estación se inauguró con una combinación provisoria mediante un túnel angosto y largo, habilitándose el definitivo meses después. La combinación provisoria está conformada por un túnel con cuatro tramos de escaleras. Además para hacer la conexión se debe salir de los molinetes hacia los vestíbulos de las estaciones, por lo que personal de Metrovías entrega a los pasajeros una tarjeta inteligente (de aspecto similar a las Subtepass) para pasar a la otra línea y no pagar nuevamente. En diciembre de 2016, solo se habilitó un túnel de combinación para ir desde la línea H a la D.
Durante las obras de construcción, la línea D debió ser cerrada los fines de semana de enero de 2014 y los trenes operaron con precaución de vías en el tramo Facultad de Medicina-Pueyrredón. Esto se debió a que el túnel de la línea H cruza por debajo del túnel de la línea D. Por razones geotécnicas, el túnel de la primera línea no pudo descender la traza a niveles adecuados, además de que por la presencia de un caño pluvial se debió demoler la parte inferior de los túneles de la línea D. Debido a la demora de las obras, que debían finalizar en febrero de 2015, la Auditoría Porteña multó al gobierno de la ciudad con 2000 pesos argentinos diarios a favor del propietario del inmueble expropiado para la construcción de la boca de acceso sobre la Avenida Santa Fe.
La inauguración se realizó el 12 de julio de 2016 en un acto encabezado por Mauricio Macri.

## Denominación

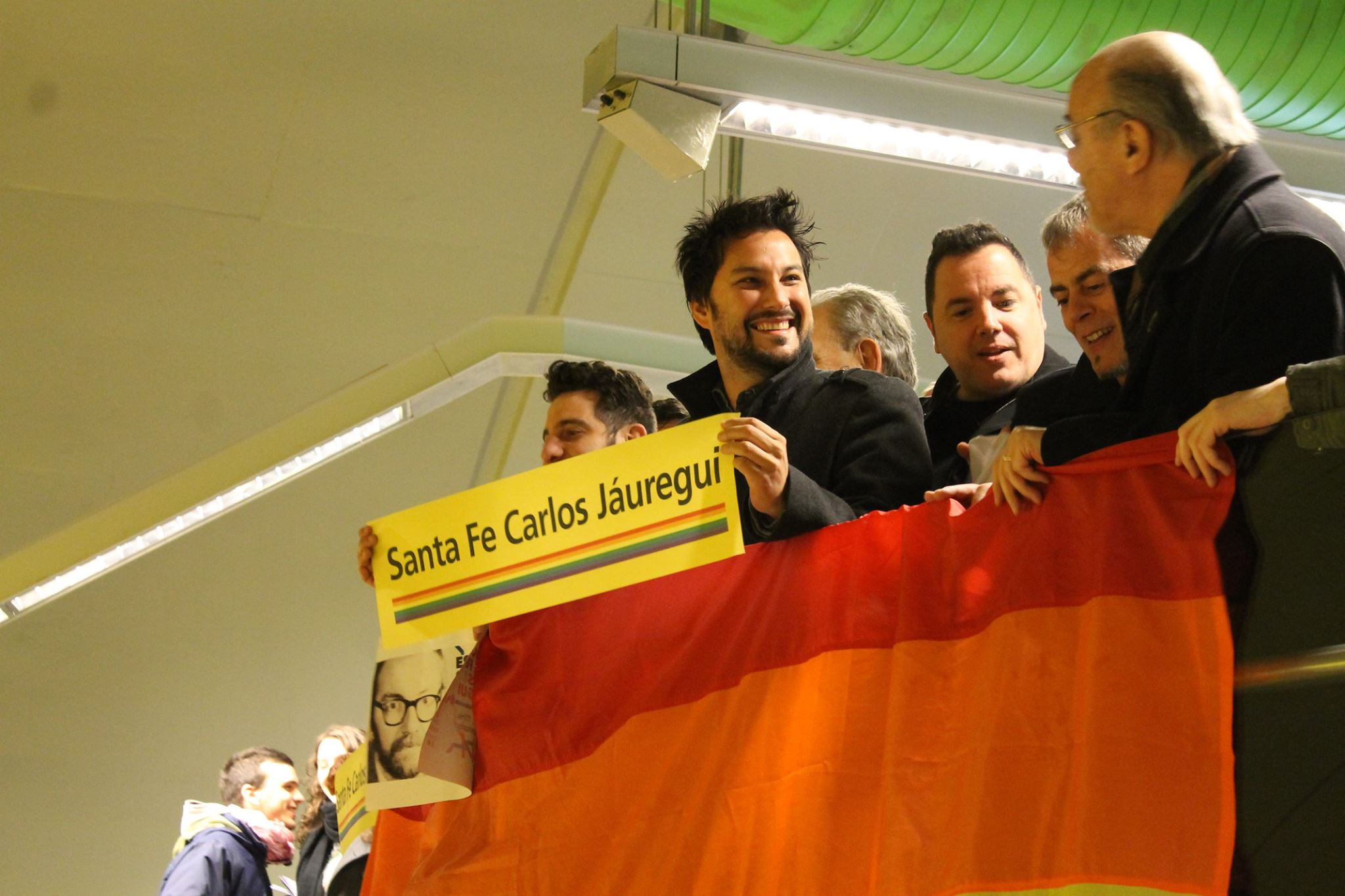
Bautizo de la estación como «Carlos Jáuregui».

A pocos días de su apertura, Maximiliano Ferraro, Pablo Ferreyra y Carlos Tomada miembros de la Legislatura Porteña propusieron renombrar la estación como Carlos Jáuregui, en homenaje al primer presidente de la Comunidad Homosexual Argentina y militante por los derechos LGBT. La iniciativa contó con el apoyo de Horacio Rodríguez Larreta.
Finalmente, el 1 de septiembre de 2016 la Legislatura Porteña aprobó la nueva denominación, bajo la ley N°.5778, convirtiéndose así en la primera estación de subterráneos del mundo con el nombre de una persona militante de la diversidad sexual y los derechos humanos.

## Decoración

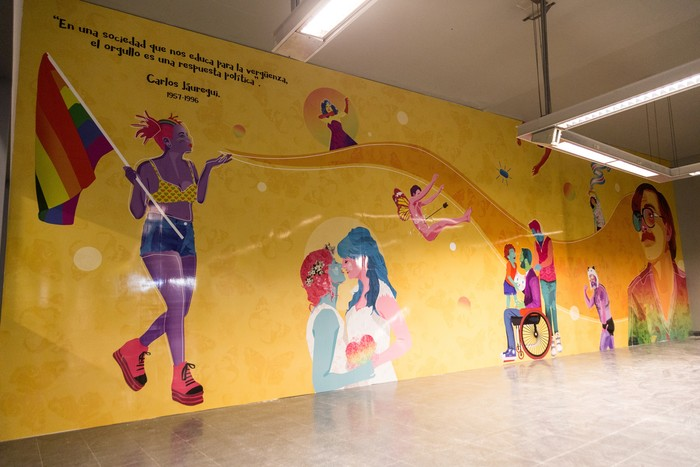
Mural de la estación con un retrato de Carlos Jáuregui.

Desde el 20 de marzo de 2017, la estación cuenta con "La voz que abrió el camino" un mural de catorce metros creado por el artista venezolano Daniel Arzola, en honor a la comunidad LGBT y el legado de Carlos Jáuregui, además de varias representaciones de la bandera del arco iris en las escaleras de la estación en tributo a Gilbert Baker, finalizando con seis ilustraciones en los balcones, convirtiéndose en la primera muestra permanente de Daniel Arzola en el mundo.

## Hitos urbanos
Se encuentran en las cercanías de esta:
- Comisaría N°19 de la Policía Federal Argentina
- Hospital Alemán
- Consulado de Guinea Ecuatorial
- Escuela Primaria Común N.º 10 Gregoria Pérez
- Liceo N.º 01 José Figueroa Alcorta
- Colegio N.º 06 Manuel Belgrano
- Universidad Nacional de las Artes - Sede Azcuenega
- Radio Rivadavia (AM 630)
- Clínica Suizo Argentina

## Imágenes

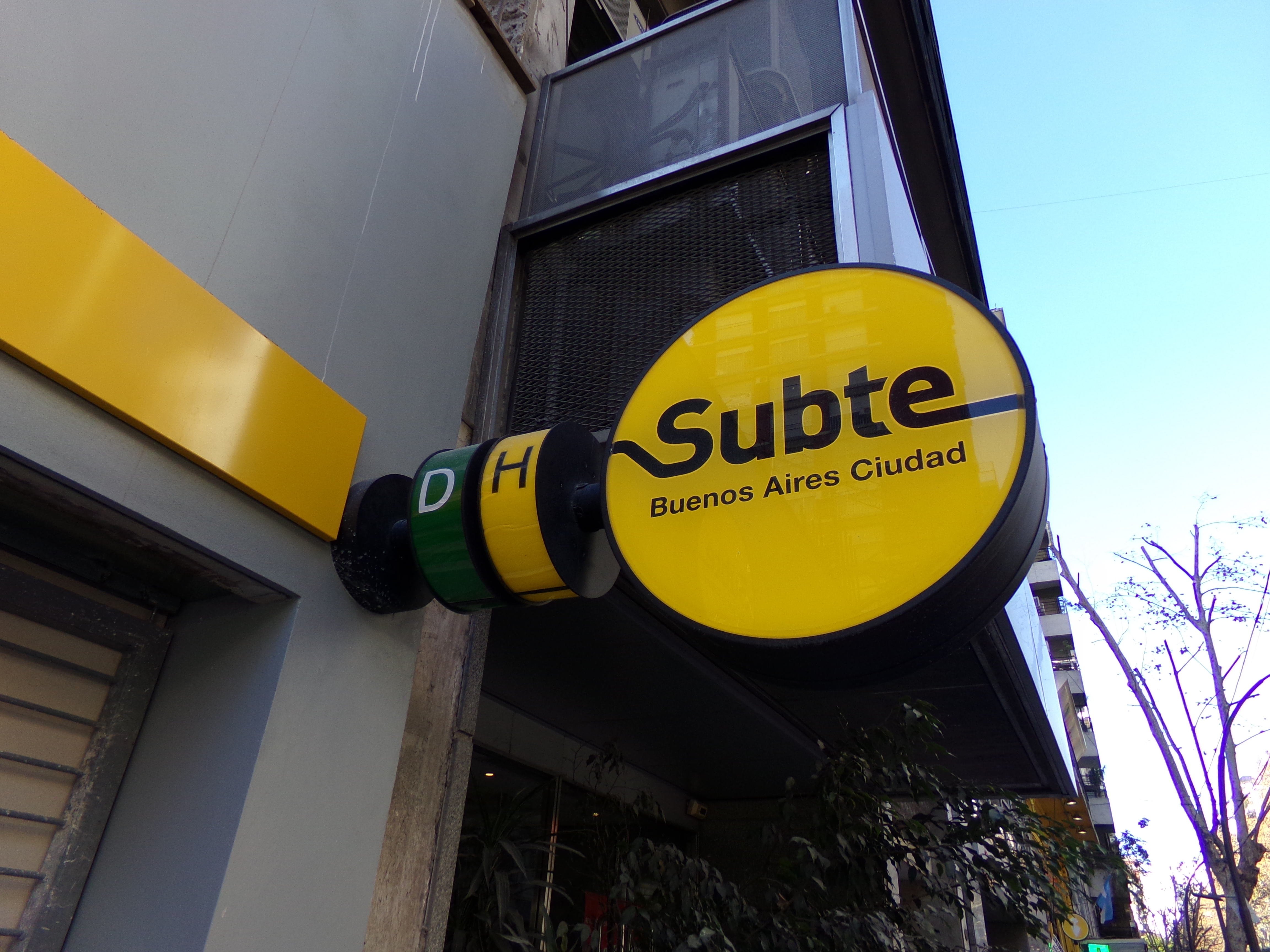
Boca de acceso antes de la apertura
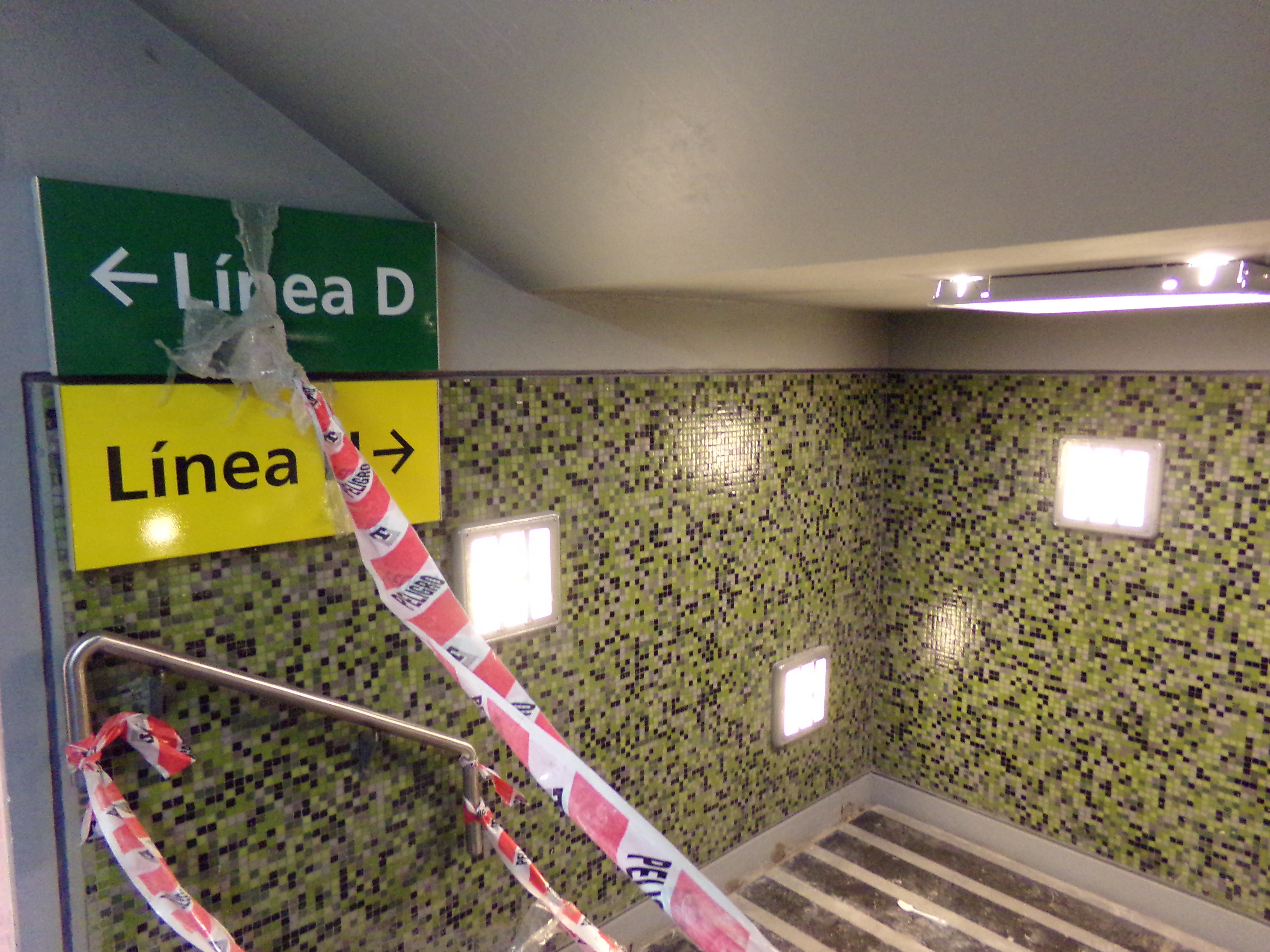
Acceso al túnel de combinación provisorio
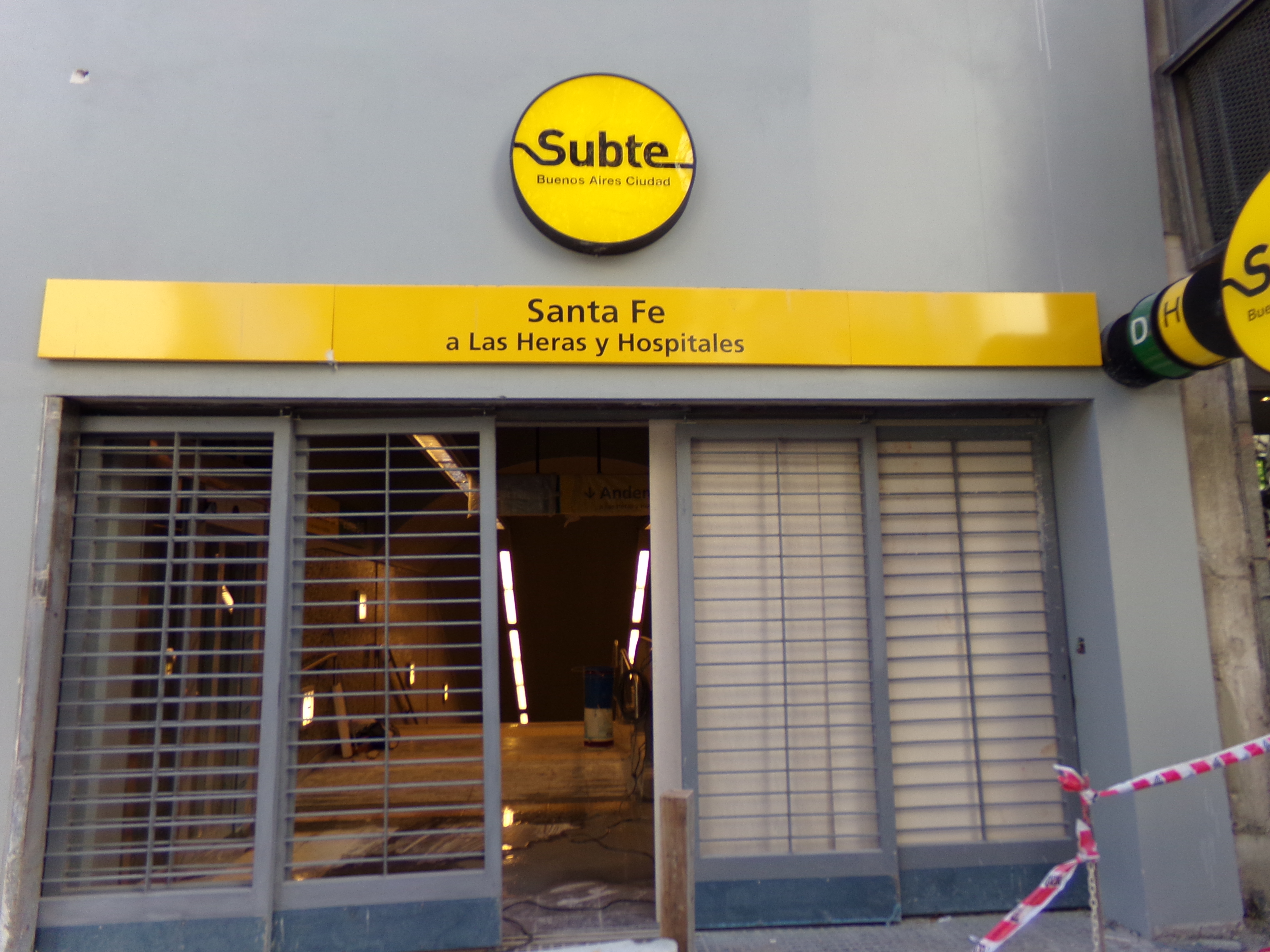
Boca de acceso antes de la apertura
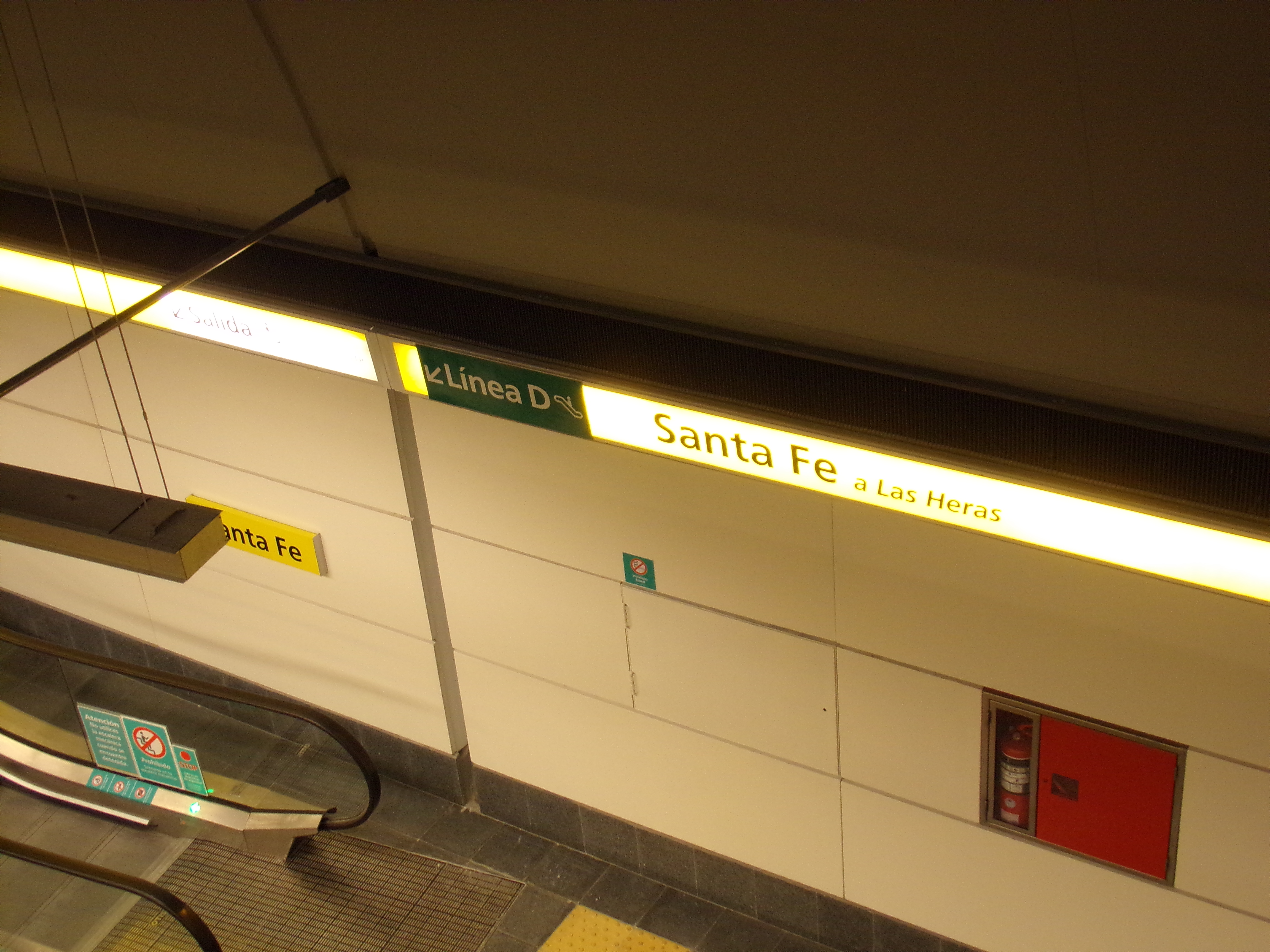
Estación en el día de su apertura
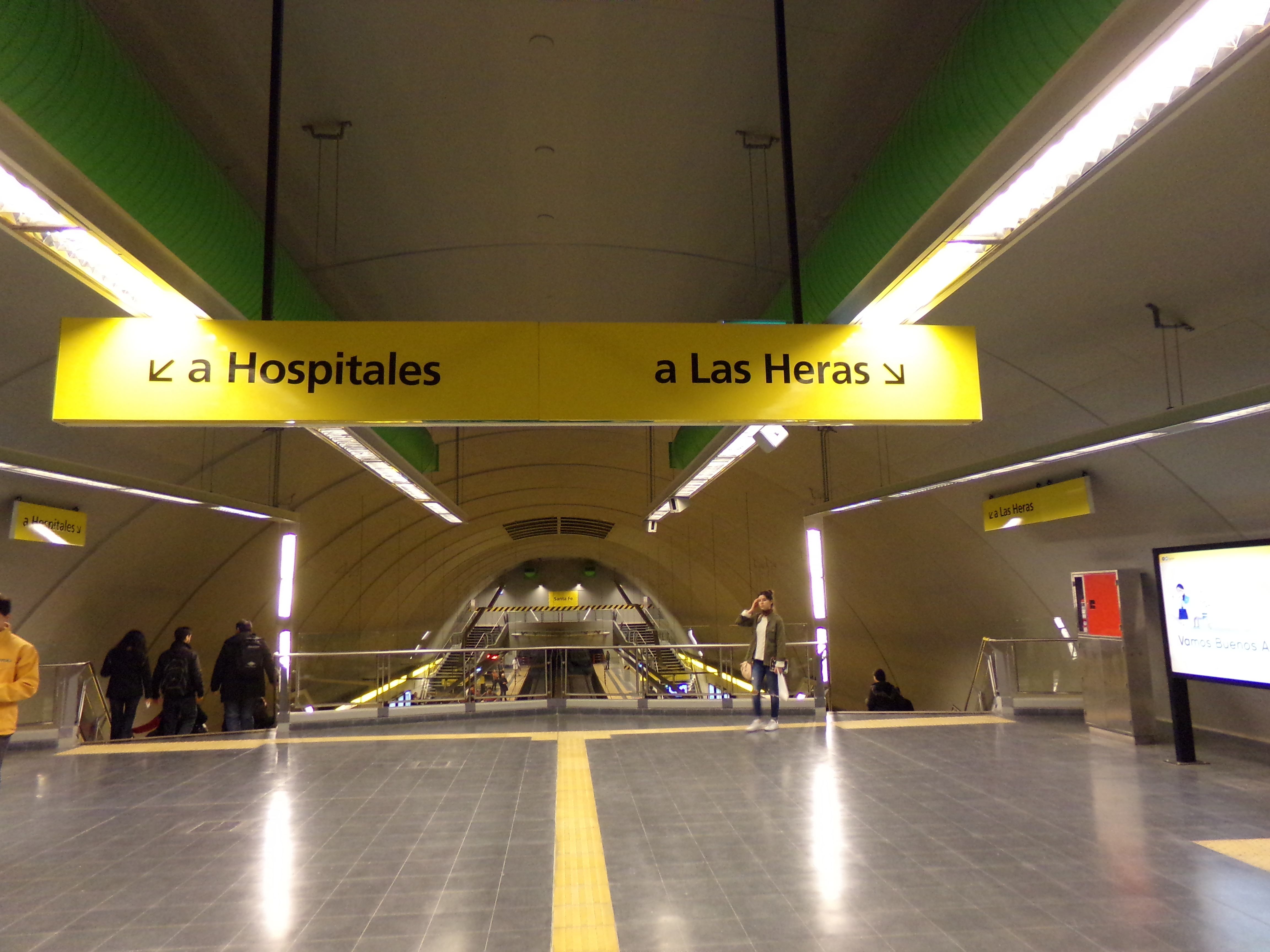
Estación en el día de su apertura
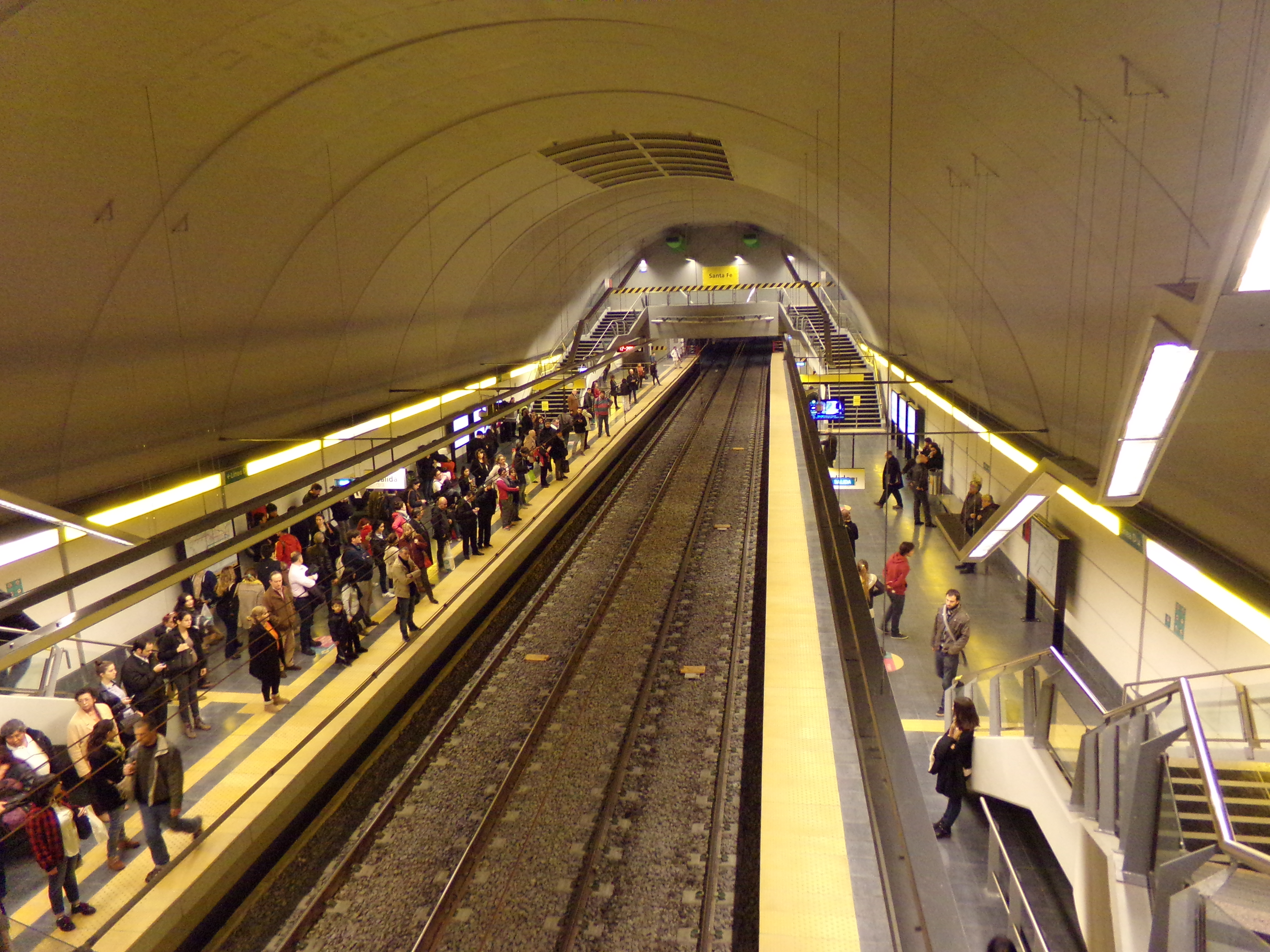
Estación en el día de su apertura
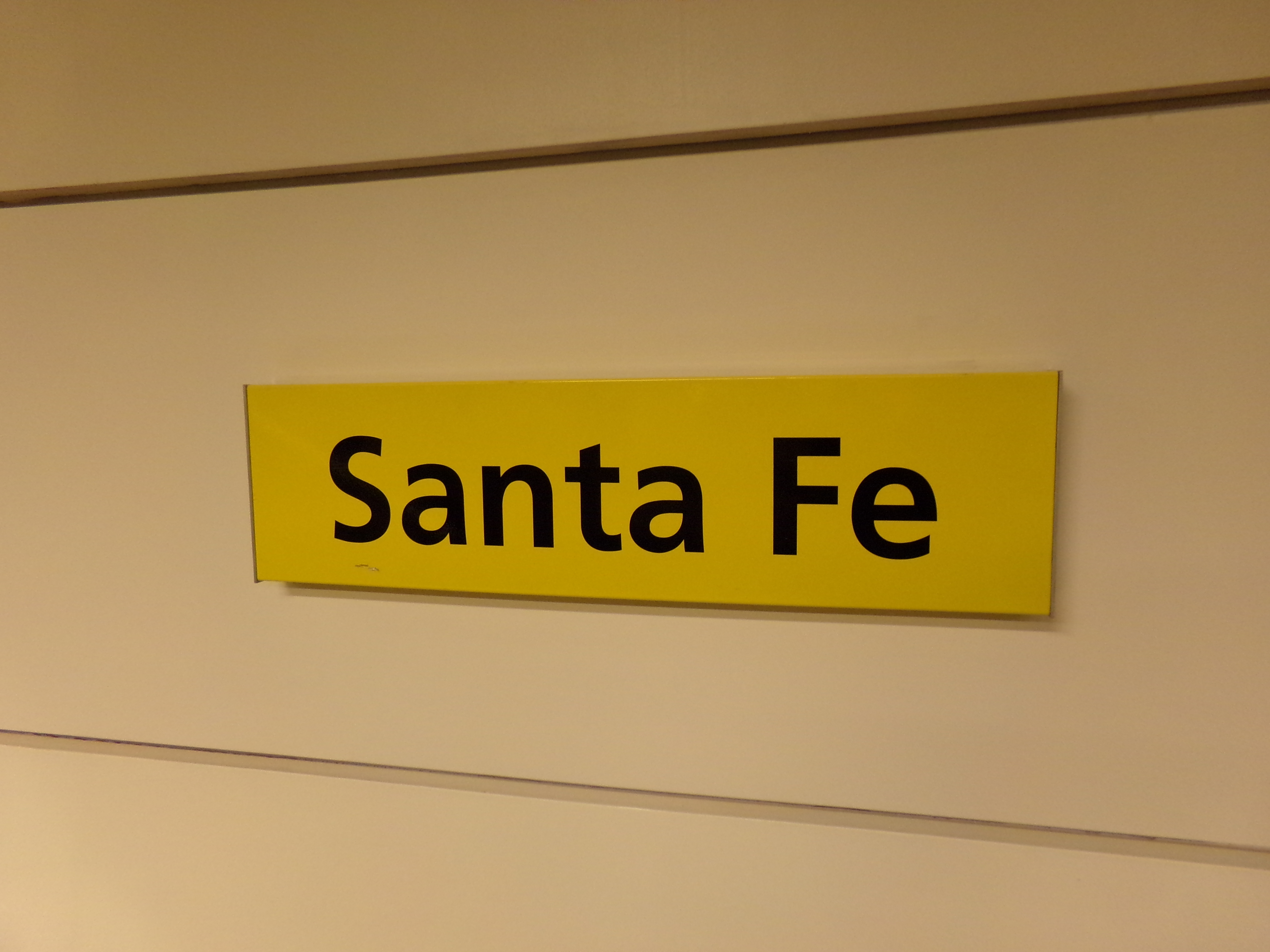
Señalética
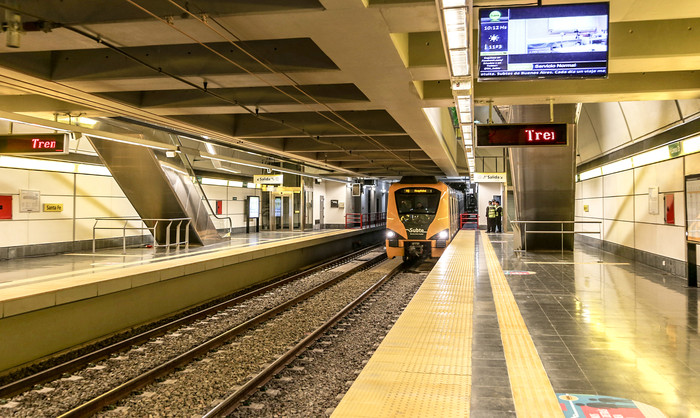
Estación en el día de su apertura
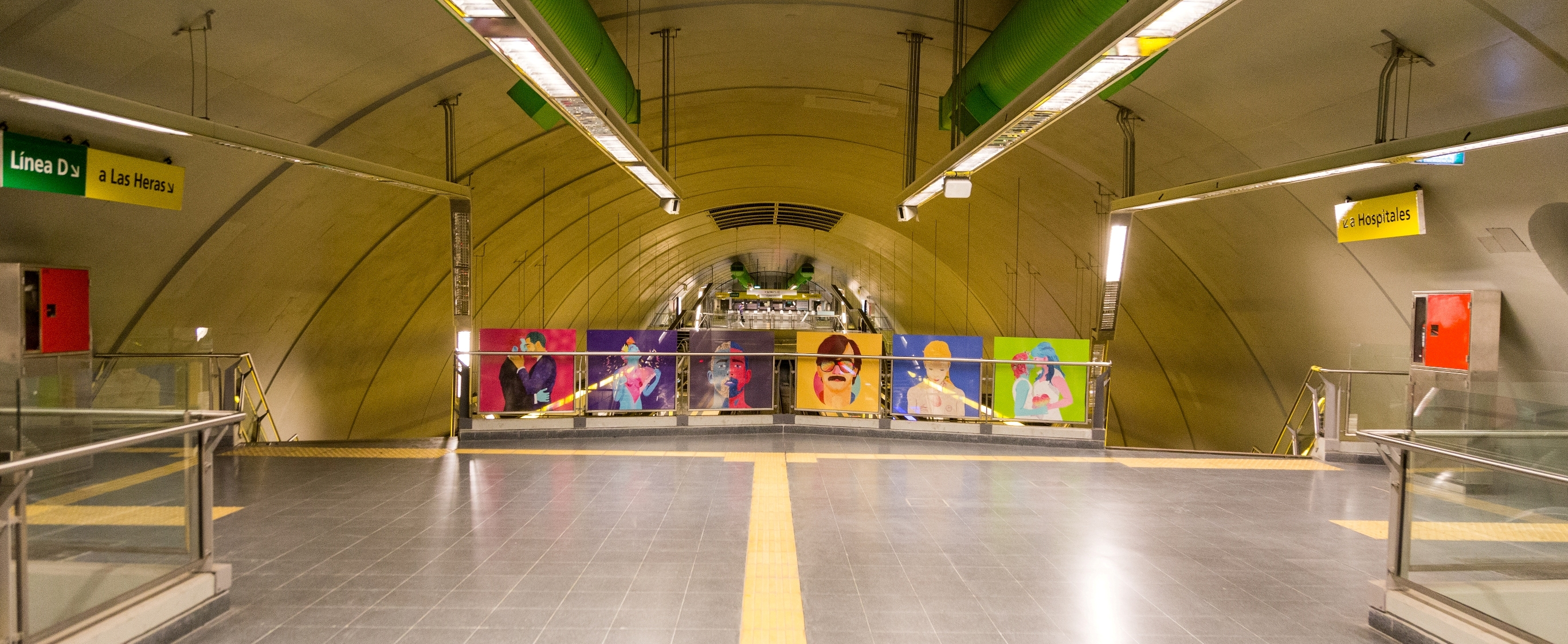
Decoración en su renombramiento